# Wenzel Brand
Wenzel Brand (* 13. September 1863 in Radaun, Bezirk Melnik in Böhmen; † 25. November 1923 in Steyr) war ein Priester und Politiker.

## Leben
Nach seiner Priesterweihe wirkte Brand als Kooperator und Provisor in den oberösterreichischen Orten Garsten, Neustift, Großraming, Maria Brunnenthal bei Schärding und Sierning, 1897 wurde er Bürgerschulkatechet in Linz. Zwei Jahre wirkte er als Redakteur der „Katholischen Arbeiterzeitung“, 1905 wurde er Professor an der Staatsoberrealschule in Steyr und später Religionsinspektor, war aber seit 1919 beurlaubt.
In Steyr widmete sich Brand der Politik, war Obmann der Christlichsozialen Partei, seit 1918 im Gemeinderat und Klubobmann der Wahlvereinigung von Christlichsozialen und Großdeutschen. Er stand auch an der Spitze der amerikanischen Kinderhilfsorganisation in Steyr.
Von 1919 bis zu seinem Ableben wirkte er auch als oberösterreichischer Landtagsabgeordneter und war unter anderem Obmann des Schulausschusses. Auch wenn er nicht allzu oft das Wort ergriff, gehörte er zweifellos zu den bedeutendsten Abgeordneten seiner Zeit.
Im Jahr 1911 wurde er Geistlicher Rat und 1921 Konsistorialrat.
Er war Ehrenmitglied der katholischen Studentenverbindung KÖStV Austria Wien.